# Eugenio Mazzarella
Eugenio Mazzarella (Napoli, 26 giugno 1951) è un filosofo, politico e poeta italiano.
Professore ordinario di filosofia teoretica presso l'Università degli Studi di Napoli Federico II, è tra i principali interpreti italiani del pensiero di Martin Heidegger. È stato deputato nella XVI Legislatura per il Partito Democratico.

## Biografia
Dopo essersi laureato presso l'Università degli Studi di Napoli “Federico II” con Aldo Masullo, inizia la sua attività di ricerca come borsista DAAD in Germania, e successivamente presso l'Università di Salerno. In seguito è professore incaricato di Estetica presso l'Università dell'Aquila. Dopo essere stato professore associato di Filosofia Teoretica presso l'Università di Catania e di Filosofia della storia presso l'Università di Napoli “Federico II”, diventa professore straordinario di Storia della filosofia presso la Facoltà di Magistero dell'Università di Salerno e dal 1993 professore ordinario di Filosofia Teoretica presso l'Università di Napoli “Federico II”. Dal 1995 al 2005 dirige il Dottorato di Ricerca in “Scienze Filosofiche” dell'Università di Napoli “Federico II” e dal 1999 al 2005 cura la programmazione e le relazioni internazionali per la Facoltà di Lettere e Filosofia, di cui è Preside dal 2005 al 2008. Nel 2008 viene eletto deputato del Parlamento italiano, divenendo componente della VII Commissione Cultura della Camera.

## Opere
In una delle sue opere principali, Tecnica e Metafisica. Saggio su Heidegger, Mazzarella indaga i processi decostruttivo-ermeneutici sottintesi all'heideggeriana storia della metafisica occidentale, fino a formulare un'ipotesi "ecologica"(in senso originario, come pensiero relativo all'abitare dell'uomo) relativa alle interpretazioni del "logos" eracliteo e della categoria aristotelica della "physis" riscontrate nei saggi successivi alla cosiddetta "svolta" del pensiero di Heidegger.
In Vie d'uscita. L'identità umana come programma stazionario metafisico, le aporie di una metafisica del fondamento sono affiancate alla dimensione tecnica della contemporaneità, intesa storicisticamente come epoca del compimento del nichilismo. Centrale diventa l'idea di un "essere-alla-vita", categoria che richiama in modo lampante l'"essere-nel-mondo" di heideggeriana memoria; le questioni teoretiche vengono così ridotte a questioni etiche riguardanti un'ontologia minima, ove la filosofia prima si trasformi in filosofia seconda, lasciando il posto ad un programma metafisico-antropologico di custodia e mantenimento della e nella propria epoca. L'essere-alla-vita necessita di intendere la cultura come “endiadi di natura e storia, ma in questa endiadi natura prima ancora che storia”.
Pensare e credere. Tre scritti cristiani rappresenta un altro orizzonte del pensiero di Mazzarella; il rapporto tra religione rivelata e filosofia si gioca sullo sfondo di una prospettiva storicista di matrice diltheyana, sebbene non siano esenti dalla riflessione Hegel, Schelling e la teologia dialettica contemporanea. Interessante è la prospettiva di una religione come "integrazione" e apertura all'amore fraterno, configurato nel concetto di "agape".
I suoi scritti sono in ogni caso contrassegnati, com'è tipico della recente scuola di pensiero napoletana, sorta sulla scia delle dottrine di Benedetto Croce, da una ripresa di temi propri dello storicismo (Nietzsche e la storia. Storicità e ontologia della vita).
In un dialogo costante con i teologi più liberali e moderni, quale ad es. Bruno Forte, Mazzarella si è occupato specificamente dei temi della bioetica, coniugando il tema della tutela della vita alla ripresa del concetto di sacralità (Sacralità e vita).
In Opera media ha inoltre messo in luce un talento poetico non indifferente, che gli è valso l'apprezzamento della critica e diversi riconoscimenti. Ha composto quattro raccolte di poesie, e pubblicato singoli componimenti in diverse antologie. Nel 1974 è stato finalista al Premio di poesia “Città di Vita”, Firenze, e nel 1999 ha vinto il Premio Speciale “La finestra” al Premio Nazionale di poesia “Alessandro Tanzi” per il volume Un mondo ordinato.

### Elenco Opere
- Tecnica e metafisica. Saggio su Heidegger, Guida, Napoli, 1981;
- Nietzsche e la storia. Storicità e ontologia della vita, Guida, Napoli, 1983, 2ª ed. 2000;
- Storia metafisica ontologia. Per una storia della metafisica tra otto e novecento, Morano, Napoli, 1987;
- Ermeneutica dell'effettività. Prospettive ontiche dell'ontologia heideggeriana, Guida, Napoli, 1993, 2ª ed. 2002;
- Filosofia e teologia di fronte a Cristo, Cronopio, Napoli, 1996;
- Sacralità e vita, Quale etica per la bioetica?, Guida, Napoli, 1998;
- Heidegger oggi, a cura di E. Mazzarella, Il Mulino, Bologna, 1998;
- Pensare e credere. Tre scritti cristiani, Morcelliana, Brescia, 1999;
- Vie d'uscita. L'identità umana come programma stazionario metafisico, Il melangolo, Genova, 2004;
- Opera media. Poesie, Il melangolo, Genova, 2004;
- Lirica e filosofia, Morcelliana, Brescia, 2007;
- Vita Politica Valori. Sensibilità individuali e sentire comunitario, Guida, Napoli, 2010;
- Anima madre 2004-2013, ArtstudioPaparo, Napoli, 2015.
- L'uomo che deve rimanere, Quodlibet, Macerata, 2017.